# Atrichopogon flavens
Atrichopogon flavens är en tvåvingeart som beskrevs av Tokunaga 1940. Atrichopogon flavens ingår i släktet Atrichopogon och familjen svidknott. Inga underarter finns listade i Catalogue of Life.